# Cartoon Network Portugália
A Cartoon Network Portugália (portugálul: Cartoon Network Portugal) a Cartoon Network rajzfilmadó portugál adásváltozata, amely 2013. október 1-jén indult el. A csatorna elérhető portugálul és angolul Mozambikban és Angolában, valamint 2013. december 3. óta Portugáliában is.